# Grafschaft Lebenau

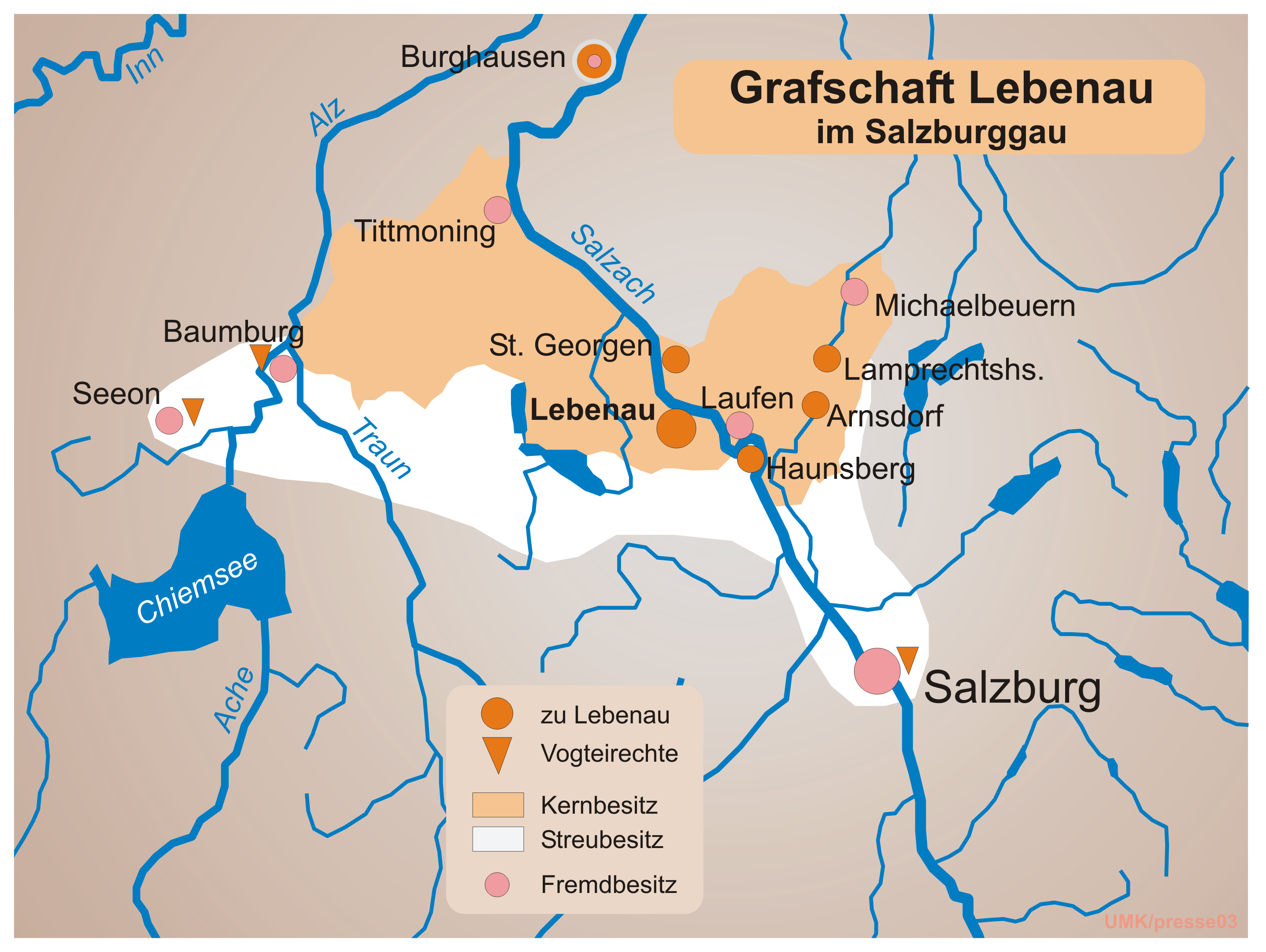
Die Grafschaft Lebenau um 1200

Die Grafschaft Lebenau (auch als Liebenau oder Lebenau-Hohenburg bezeichnet) war ein mittelalterliches Territorium, welches sich zum Großteil im heutigen Oberbayern und im Salzburger Land von der Salzach und der Mosach bis zur Alz im damaligen Salzburggau des Herzogtums Baiern erstreckte.
Die Grafschaft war von 1104 bis zu ihrem Ende im Jahre 1229 ein nahezu selbstständiges Herrschaftsgebiet im Herzogtum Bayern. Verwaltet wurde sie von einem Seitenzweig des Hauses Spanheim und ihr Ahnherr ist Siegfried I. von Lebenau, ein Enkel Siegfrieds I. von Spanheim.

## Geschichte
Über die Grafen von Lebenau – ein Seitenzweig des Hauses Spanheim – ist nur wenig bekannt. Ihre nächsten Verwandten, die Spanheimer Herzöge von Kärnten und die Reichsgrafen von Ortenburg, sind geschichtlich und urkundlich deutlich besser fassbar.
Der Hauptsitz der Grafschaft im Salzburger Gau war die Feste Lebenau nahe Laufen an der Salzach. Die Burg stand bis ins 19. Jahrhundert auf einer steil abfallenden Landzunge am Zusammenfluss von Salzach und Schinderbach.

### Ursprung
Der Ursprung der Grafen von Lebenau geht auf Siegfried I. von Spanheim zurück. Dieser war gebürtiger Rheinfranke und wurde auf der Burg Sponheim geboren. Im Jahre 1035 kam Siegfried als Vertrauter Kaiser Konrads II. in den Südosten des Heiligen Römischen Reiches. Dort heiratete er Richgard, die reiche Erbtochter des Sieghardingers Engelbert IV. Nach dessen Tod im Jahre 1048 fielen seine umfangreiche Besitzungen in Tirol und Kärnten an Siegfried.
Ebenso kamen große Besitzungen in Oberbayern an das Haus Spanheim. Darunter befand sich unter anderem die Festung Lebenau, welche anscheinend auf die Aribonen zurückgeht. Siegfried verstarb im Jahre 1065 auf der Rückreise einer Pilgerfahrt aus dem Heiligen Land.
Sein ältester Sohn Markgraf Engelbert I. von Istrien erbte daraufhin seine Besitzungen. Engelbert war Anhänger Papst Gregors VII. und stand im Investiturstreit auf dessen Seite. Aus diesem Grund unterstützte er sehr die Salzburger Bischöfe im Kampf gegen König Heinrich IV., den späteren Kaiser. Dies führte zu einer festen Bindung Engelberts im Salzburger Raum.

### Entstehung der Grafschaft
Nach dem Tode Markgraf Engelberts I. am 1. April 1096 kam es zur ersten Erbteilung im Hause Spanheim. Engelberts vierter Sohn Siegfried erhielt dabei mit Besitzungen in Oberbayern, Kärnten, Untersteiermark und Krain ein weit zerstreutes Territorium. Durch die Teilung gelangte ebenfalls die Feste Lebenau in seinen Besitz. Dort ließ er sich um das Jahr 1104 nieder.
Obwohl er im Salzburger Raum lebte, behielten er und sein Geschlecht, wie seine Kärntner Verwandten, stets gute Kontakte zum Spanheimer Hauskloster, dem Stift St. Paul im Lavanttal, als dessen Wohltäter sie auftraten. Schon bald bezeichnete sich Siegfried als Graf von Arch (heute Burg Raka, südwestlich von Krško, Slowenien), hatte jedoch keinerlei Grafenbesitz.
Durch Eheschließungen versuchte Siegfried dies zu ändern. In erster Ehe heiratete er die reiche Erbtochter Hildburg, Tochter des Sieghardinger Grafen Friedrich II. von Tengling. Nach dessen Tod und mit dem damit verbundenen Aussterben der Grafen von Tengling im Jahre 1120 fielen Siegfried alle Sieghardinger Besitzungen westlich der Salzach zu. Dieser verlegte daraufhin die Verwaltung des Gebietes nach Lebenau. Ab dem Jahre 1130 nannte er sich nach seinem Besitz Siegfried I. Graf von Lebenau. Wann er jedoch offiziell mit der Grafschaft belehnt wurde, ist unbekannt.

### Aufstieg

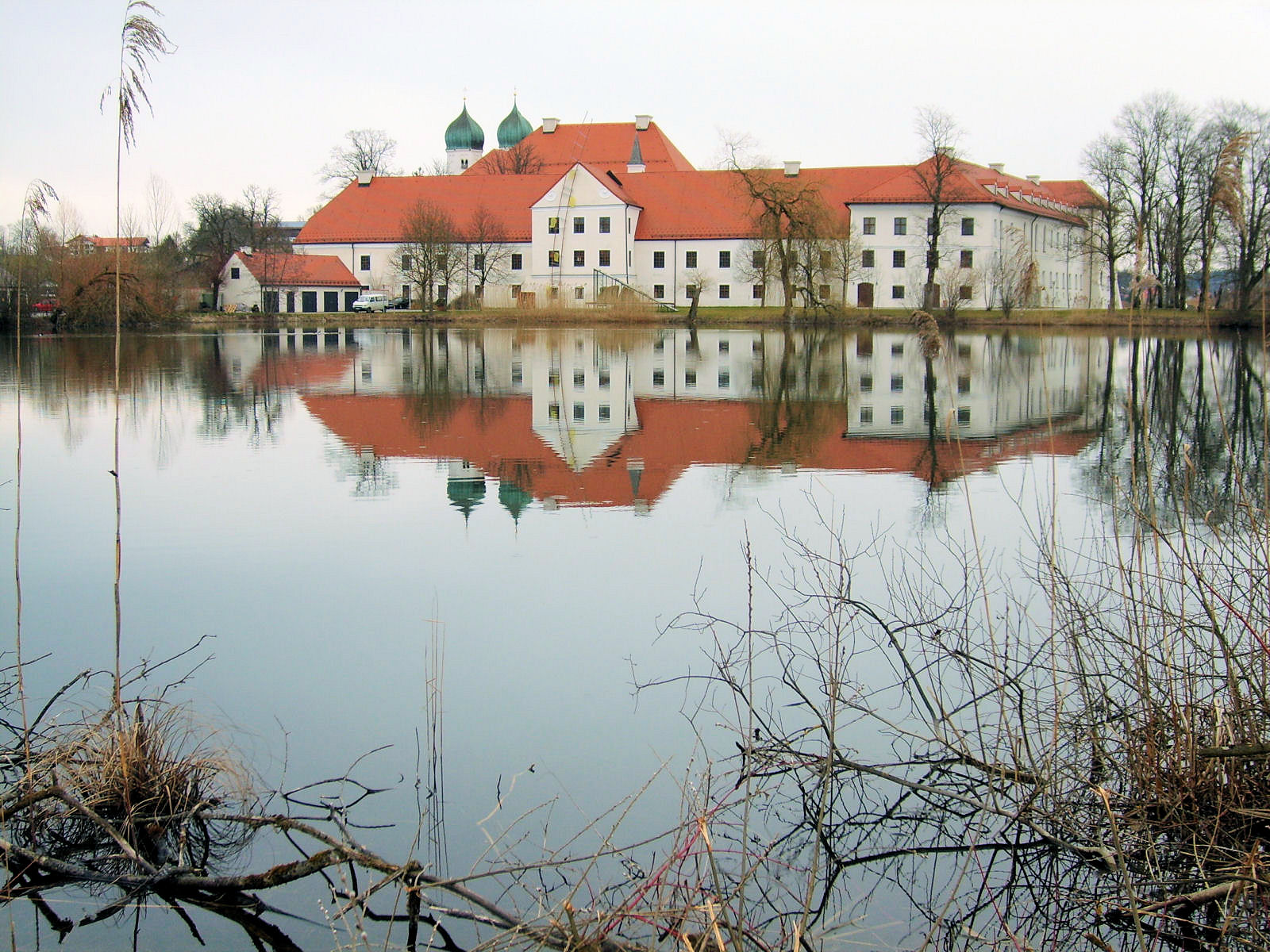
Die Begräbnisstätte der Grafen von Lebenau, das Kloster Seeon

Durch Vermittlung Hartwigs von Spanheim, Bischof von Regensburg und Bruder Siegfrieds, erhielten die Lebenauer den Vogteibesitz des Klosters St. Emmeram. Ebenso wurden sie Vögte des von Pfalzgraf Aribo I. gegründeten Klosters Seeon. Dort wurden die Lebenauer auch begraben. Einige Historiker sehen darin, neben der Ehe Siegfrieds mit Hildburg, eine sehr enge Verbundenheit zwischen den Lebenauern und den Aribonen.
Um das Jahr 1132 heiratete Siegfried I. von Lebenau erneut. Es handelte sich hierbei um Adelheid, Gräfin von Dießen, Tochter des Grafen Arnold von Dießen, des Ursprungsgeschlechtes der Grafen von Andechs. Aufgrund der reichen Mitgift kam es zu einem bedeutenden Gebietszuwachs für die Lebenauer. Unter anderem fiel die Feste Hohenburg an die Lebenauer, nach welcher sich manche nachfolgenden Grafen auch benennen sollten.
Nachdem Siegfried II. nach dem Tod seines Vaters im Jahre 1132 als Graf gefolgt war, verlegte er den Großteil des Herrschaftsraumes von Kärnten in das bayerisch-salzburgische Gebiet. Am 18. November 1150 erlangte er die Vogteirechte des Salzburger Domkapitels für dessen Besitz im Chiemgau. Diese sollten die Grafen von Lebenau nun bis ins Jahr 1229 innehaben.
Durch gemeinsamen Kampf des Gesamthauses Spanheim gegen die Gurker Vögte, die Askuiner, wurden diese besiegt und die Spanheimer eigneten sich deren Besitzungen in der Untersteiermark an. Diese wurden daraufhin unter den verschiedenen Linien aufgeteilt. Wie es zu diesem Konflikt jedoch kam und wie er genau verlief, ist unbekannt.

### Blütezeit
Im Jahre 1164 verstarb Siegfried II. Seine beiden Söhne Siegfried III. und Otto I. müssen zu diesem Zeitpunkt noch minderjährig gewesen sein, da sie offiziell noch keinen Titel als Grafen hatten und sie Siboto IV. von Neuburg-Falkenstein nur aus alter Tradition so bezeichnete. Erst im Sommer 1174 traten beide als Grafen von Lebenau auf.
Nach dem Tod des Sieghardinger Grafen Gebhard II. von Burghausen-Schala im Jahre 1168 wurden dessen Besitzungen unter den Erbberechtigten aufgeteilt. Die Wittelsbacher sicherten sich die Feste Burghausen, der Großteil der Ländereien fiel an die Babenberger, und die Lebenauer sicherten sich die Besitz- und Hoheitsrechte des reichen Ortes Burghausen.
Im Jahr 1186 weilten die Grafen Siegfried III. und Otto gemeinsam auf dem St. Georgsberg bei Enns. Sie bezeugten dort mit anderen die Georgenberger Handfeste Herzog Ottokars IV. von Steiermark. Darin wurde die Nachfolge des kinderlos gebliebenen Ottokar IV. im Herzogtum Steiermark durch die Herzöge von Österreich aus dem Hause der Babenberger geregelt.
Das herausragendste Ereignis in der Geschichte des Grafengeschlechtes ist für viele Historiker die Teilnahme Graf Siegfrieds III. am dritten Kreuzzug Friedrich Barbarossas. Siegfried zog zusammen mit seinem Schwager Konrad von Dornberg im Gefolge des deutschen Kaisers. Angeblich wollten Siegfrieds Vettern Rapoto II. und Heinrich I. von Ortenburg ebenso daran teilnehmen. Jedoch ist dies nicht nachweisbar. Siegfried III. erreichte Palästina jedoch nicht, da er am 12. März 1190 im Heer des römisch-deutschen Kaisers verstarb.
Siegfrieds Bruder Graf Otto übernahm daraufhin die Grafschaft. Im Laufe seiner Regentschaft dehnte er die Gebiete rechts der Salzach aus und eignete sich die Hoheitsrechte der Burggrafen von Haunsberg an. Diese  waren bereits seit 1190 in Ottos Diensten. Gottschalk II. von Haunsberg vermachte frühzeitig den Lebenauern die Besitzungen, da er erkannte, dass er wohl ohne männlichen Erben sterben würde.
Graf Otto war zweimal verheiratet, in erster Ehe mit Eufemia von Dornberg und in zweiter Ehe mit Sophie von Plain. Letztere war Tochter des Grafen Luitpold von Plain und Enkelin des Grafen Gebhard I. von Burghausen-Schala.
Nach Ottos Tod im Jahre 1205 folgte ihm sein ältester Sohn Siegfried IV. Dieser verstarb bereits 1210, worauf sein jüngerer Bruder Bernhard amtierender Graf wurde. Dieser war der letzte amtierende Graf des Lebenauer Zweiges. Als dieser 1229 ohne männliche Erben verstarb, erlosch die Grafenlinie zu Lebenau.

### Ende der Grafschaft
Mit dem Aussterben der Lebenauer erlosch das Spanheimer Erbrecht auf die Domvogtei zu Salzburg. Erzbischof Eberhard II. von Salzburg zog ebenso umgehend die Vogteirechte für das Kloster Seeon sofort ein. Die Besitz- und Hoheitsrechte zu Burghausen fielen an den Wittelsbacher Herzog Ludwig den Kelheimer. Erzbischof Eberhard sicherte sich daraufhin das Kerngebiet der Grafschaft um Tittmoning käuflich von den bayerischen Herzögen und verleibte es dem Erzbistum Salzburg ein. Die Kärntner Besitzungen, darunter die Burgen Rabenstein, Löschental und Lavamünd, fielen an Ulrich von Peggau, welcher die Schwester Bernhards geheiratet hatte. Die nächsten Verwandten aus dem Hause der Spanheimer, die Herzöge von Kärnten und die Pfalzgrafen von Ortenburg-Kraiburg bzw. Grafen von Ortenburg, konnten sich nur geringe Gebiete sichern. So erhielt Herzog Bernhard von Kärnten die Lebenauer Lehen des Bistums Freising in der Steiermark durch Bischof Konrad I. von Tölz und Hohenburg verliehen.
Die Spanheimer gaben die Besitzungen zu Lebenau jedoch nicht ganz auf. Im Jahre 1244 reiste Pfalzgraf Rapoto III. von Bayern zu Erzbischof Eberhard, um über die Chiemgauer Rechte der Grafen von Lebenau zu verhandeln. Dieser verlieh Rapoto diese als unveräußerliches Lehen.
Im Jahre 1247 wurde Philipp von Spanheim Administrator des Erzbistums Salzburg. Als gewählter Erzbischof sicherte er sich im Vertrag von Erharting aus dem Jahre 1254 die Grafschaft Lebenau. In einem zweiten Vertrag zu Erharting aus dem Jahre 1275, setzte Philipp mit Bayern die genauen Grenzen der Grafschaft fest. Nach seinem Tod im Jahre 1279 fielen die Besitzungen wieder an das Erzbistum Salzburg zurück.
Nachdem sich die Salzburger Bischöfe durch das Aussterben der Grafen von Plain und Lebenau die Besitzungen im Rupertiwinkel und im Chiemgau ein großes und zusammenhängendes Gebiet angeeignet hatten, intensivierten sie ihre Bestrebungen sich vom Herzogtum abzulösen. Im Jahre 1328 wurde Salzburg ein weitgehend eigenständiger Staat im Heiligen Römischen Reich. Lebenau wurde dabei ein Bestandteil des Hochstifts und blieb bis zur Aberkennung der Fürstbischofswürde im Jahre 1803 salzburgisch (Reichsdeputationshauptschluss). 1810 wurde Salzburg, und damit auch Lebenau, bayerisch, 1816 wurde Salzburg österreichisch, Lebenau aber blieb bei Bayern.

## Geschichtliche Streitpunkte
Über einige Ereignisse aus der Geschichte der Grafschaft herrschen bis heute unter Historikern verschiedene Ansichten. So sind manche der Ansicht, dass die Lebenauer auch Besitzungen bei Liebenau an der Mur in der Steiermark hatten und somit ebenso Grafen von Liebenau waren. Diese These wurde jedoch bisher weder widerlegt noch bestätigt. Fest steht allerdings, dass die Lebenauer Besitzungen in der Untersteiermark hatten. Welche genau dies allerdings waren, ist unbekannt.
Ebenso gibt es die Behauptung, dass die Feste Lebenau von Siegfried I. von Lebenau selbst errichtet wurde. Jedoch ist die Ansicht, dass es sich hierbei um eine Feste aus dem Hause der Aribonen handelte, weitaus verbreiteter. Grund hierfür ist, dass sich die Grafschaft Lebenau im Kernland des ehemaligen Herrschaftsraumes der Aribonen befand. Dieser war an das Geschlecht der Sieghardinger gefallen und durch die Heiraten Siegfrieds I. von Spanheim mit Richgard und Siegfrieds I. von Lebenau mit Hildburg an das Gesamthaus der Spanheimer gelangt.

## Liste der amtierenden Grafen
| Name                 | Regierungszeit                                            | Abstammung          |
| -------------------- | --------------------------------------------------------- | ------------------- |
| Siegfried I.         | 1120–1132 Graf von Arch, 1130–1132 Graf von Lebenau       | Sohn Engelberts I.  |
| Siegfried II.        | 1132–1164 Graf von Lebenau                                | Sohn Siegfrieds I.  |
| Siegfried III.       | 1164 (minderjährig), 1174–1190 Graf von Lebenau-Hohenburg | Sohn Siegfrieds II. |
| Otto I.              | 1190–1205 Graf von Lebenau-Hohenburg                      | Sohn Siegfrieds II. |
| Siegfried IV.        | 1190–1205 Graf von Lebenau-Hohenburg                      | Sohn Ottos I.       |
| Bernhard I.          | 1210–1229 Graf von Lebenau-Hohenburg                      | Sohn Ottos I.       |
| Philipp von Spanheim | 1254–1279 Graf von Lebenau                                | Sohn Bernhards II.  |

## Stammliste
Siehe Stammliste der Grafen von Lebenau